# Toshinobu Ichikawa
Toshinobu Ichikawa (...) è un ex giocatore di football americano giapponese che ha giocato come free safety.

## Palmarès
- 2 Mondiali (1999, 2003)